# Hayward (Wisconsin)
Hayward è una città degli Stati Uniti d'America, situata in Wisconsin, nella Contea di Sawyer, della quale è anche il capoluogo.